# 境界領域
境界領域（きょうかいりょういき）とは、複数の分野にまたがる学問分野。物理学と化学の物理化学、地質学と生物学の古生物学、医学と工学の医用工学などがある。

## 概要
主に、複数の既存の分野を統合して扱う分野に対して用いられる。その中でも、提唱されてから間もなく、客観的には議論が十分に成熟していないと見なされている分野や、参加者数の少ない分野に対して多用される表現である。当該分野の専門家の間にも、分野の認識に関して大きな差異がある場合が多い。
ガリレオ・ガリレイやアイザック・ニュートンがそうであったように、前近代においては一人の学者が複数の学問分野を研究することは一般的であった。何故ならまだまだ科学は発展途上であり、要求される知識の量は少なかったからである。一方現代においては科学の発展に伴い、学問はその対象に合わせて微細に系統化されている。このためある分野の学者が、似た分野について全く無知であることも珍しくない。これを学問の蛸壺化という。
しかし、逆に科学の発展ゆえに本来無関係と思われていた分野に共通点が見つかったり、応用が利くことが分かったりすることが増えている。たとえば本来機械を扱うシステム工学が経済活動に適用され、経営システム工学と呼ばれた。また従来生物学は生態や構造といったマクロな視点で発展してきたが、消化器系などミクロな視点で研究を行うには化学の知識が不可欠になる。よって化学の視点から生物学を捉えなおし、生物化学が生まれる。
ただし、現在では生物化学を境界領域であるとみなす研究者は少ない。何故ならこの分野はすでに十分に発達し、ひとつの学問として確固たる地位を築いているからである。

## 境界領域の例
- 古生物学：地質学と生物学
- 神経工学：神経科学と電子工学
- 経営システム工学：経営工学とシステム工学
- 医用生体工学：医学と工学